# Grimoald av Bayern
Grimoald av Bayern, död 725, var regerande hertig av Bayern från 715 till 725. 